# Plectris ohausiana
Plectris ohausiana är en skalbaggsart som beskrevs av Moser 1921. Plectris ohausiana ingår i släktet Plectris och familjen Melolonthidae. Inga underarter finns listade i Catalogue of Life.